# Денежная реформа в России 1998 года

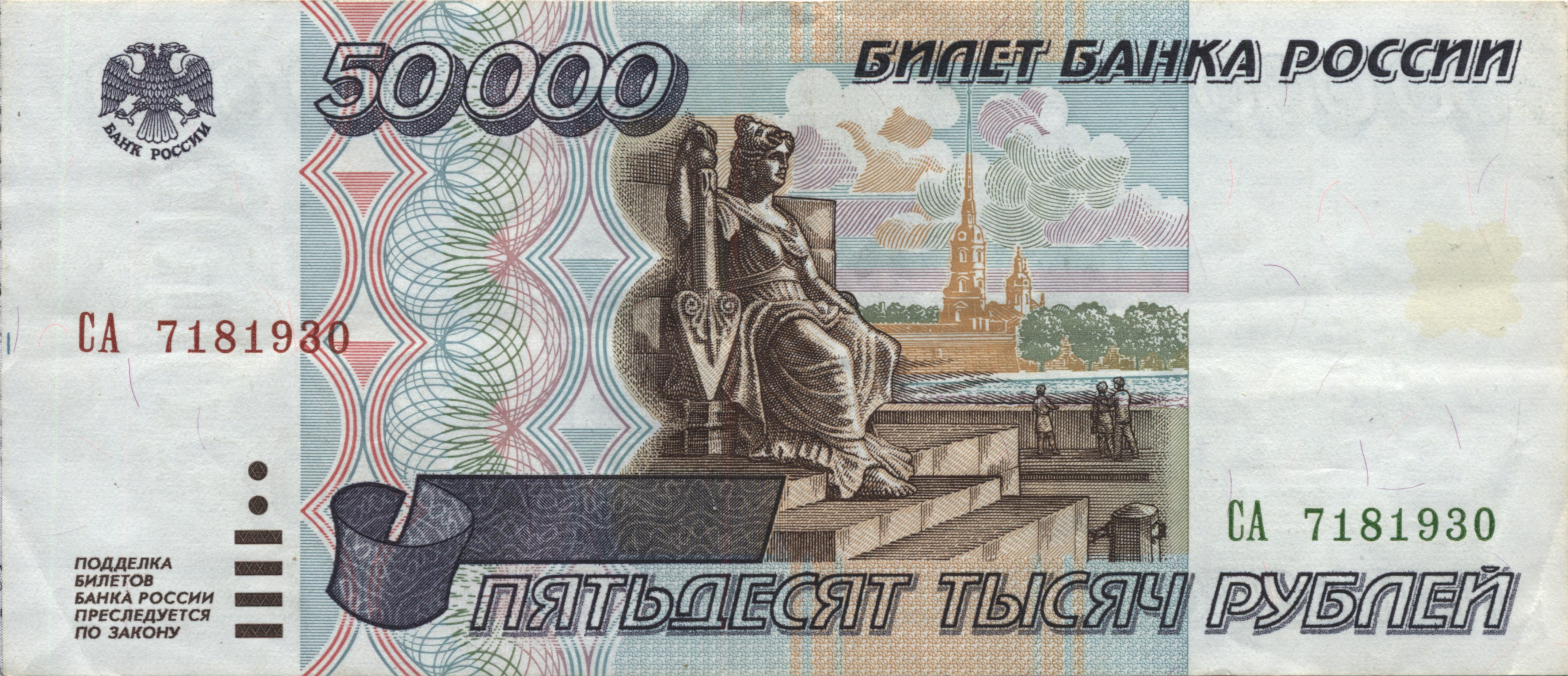
50 000 неденоминированных рублей (образца 1995 года)

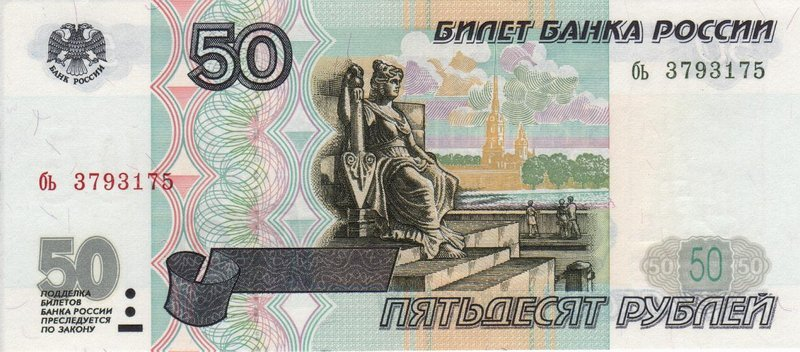
50 деноминированных рублей (образца 1997 года)

Денежная реформа в России 1997—1998 годов — денежная реформа в Российской Федерации, в ходе которой с 1 января 1998 года производился обмен денежных знаков с коэффициентом 1000:1, то есть одному новому рублю соответствовали 1000 старых (образца 1993 и 1995 годов).
Часто именуется как «Денежная реформа 1998 года» — по году начала официального обмена денежных знаков. Фактически же реформа проводилась в 1996—1998 годах. В конце 1996 года была объявлена необходимость деноминации денежных знаков, в августе 1997 года стало известно о скором введении в обращение новых банкнот, напечатанных в 1997 году, что подтверждает год выпуска на фотографии 50 деноминированных рублей.
С 1 января 1998 года процесс деноминации денежных знаков и их обмена в РФ был начат официально. В течение 1998 года проводится наиболее массовый обмен денежных знаков старого образца на банкноты нового образца. При этом обмен неденоминированных банкнот продолжался вплоть до конца 2002 года.

## История
Слухи о реформе возникали регулярно и несколько раз опровергались. В июне 1996 года руководитель Рабочего центра экономических реформ при правительстве С. Ю. Павленко сообщил о неизбежной деноминации. По его подсчётам, она могла быть реализована не раньше 1998 года, «когда инфляция в стране будет окончательно подавлена». Тем не менее в сентябре 1996 года председатель Центробанка России С. К. Дубинин заявил о преждевременности проведения денежной реформы в России: «Ничего подобного мы не планируем».
В ходе подготовки к денежной реформе рядом дизайнеров были подготовлены как официальные, так и авторские проекты дизайна банкнотного ряда. Первые подобные проекты появились в 1995—1996 годах, в них предлагались как альтернативное исполнение серии банкнот «Города России», так и различные портретные серии. Первые проекты нового банкнотного ряда были предложены командой И. С. Крылкова в 1995 году. В 1996 году телеведущий Леонид Парфёнов и галерист Марат Гельман разработали свой проект банкнотной серии номиналами от 1 до 100 рублей, воплощённый дизайнером Еленой Китаевой, в которой предложили посвятить банкноты выдающимся деятелям России по отраслям науки и искусства (1 рубль — спорт, 3 рубля — изобразительное искусство, 5 рублей — театр (опера и балет), 10 рублей — музыка, 25 рублей — литература, 50 рублей — естественные науки, 100 рублей — А. С. Пушкин). Также свой эскизный проект подготовил дизайнер Т. К. Сейфуллин. В силу особенностей законов об охране интеллектуальной собственности и гостайны проектные эскизные ряды, не прошедшие в обращение, были позднее опубликованы в Интернете не целиком.

## Ход реформы

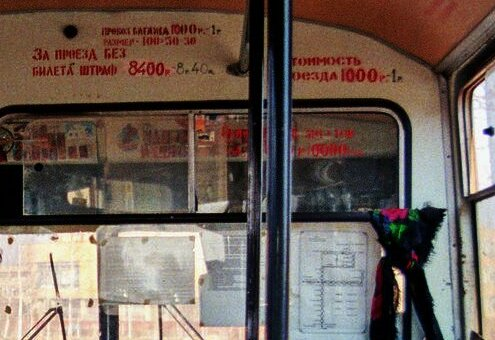
Стоимость проезда в автобусе и штраф указаны в новых и старых рублях (1998 год)

4 августа 1997 года вышел указ Президента России Б. Н. Ельцина «Об изменении нарицательной стоимости денежных знаков и масштаба цен». Обмен начался с 1 января 1998 года с коэффициентом 1000:1, то есть одному новому рублю соответствовали 1000 старых (образца 1993 и 1995 годов). Учитывая негативный опыт по трёхдневному обмену 50 и 100-рублевых банкнот в СССР в 1991 году, обмен неденоминированных денег проходил постепенно вплоть до 1 января 2003 года.
19 сентября 1997 года началась печать новых банкнот Банка России номиналов 5, 10, 50, 100 и 500 рублей. 
Все неденоминированные монеты Центрального банка России (1, 5, 10, 20, 50, 100 рублей и коллекционные), вопреки традиции двух предыдущих деноминаций, прекратили быть законным платёжным средством. Внешний вид новых банкнот после деноминации почти не изменился, только из номинала убирались нули.
Также были введены копеечные монеты с изображением Георгия Победоносца (1, 5, 10, 50 копеек) и рублёвые монеты с изображением двуглавого орла (1, 2, 5 рублей). Были монеты с годом чеканки 1997 и 1998, но в обороте они появились именно с 1 января 1998 года.

## Результат
Проведенная деноминация российского рубля в определённой мере оказала положительное влияние на состояние денежного обращения: уменьшилось номинальное количество денег, обслуживающих платёжный оборот, упростились расчёты населения за товары и услуги, а также бухгалтерский учёт операций, совершаемых как в наличной, так и в безналичной форме. Произошёл возврат к привычной денежной системе, 1 копейка вернулась в платёжный оборот.